# Le Maître des livres
Le Maître des livres (図書館の主, Toshokan no Aruji) est un seinen manga de Umiharu Shinohara, prépublié dans le magazine Weekly Manga Times et publié par l'éditeur Hōbunsha en volumes reliés depuis août 2011. La version française est éditée par Komikku Éditions depuis août 2014.

## Synopsis
À la bibliothèque pour enfants "La rose trémière", vous êtes accueillis et conseillés par Mikoshiba, un bibliothécaire binoclard célèbre pour son caractère bien trempé. Mais contrairement à ce qu'il peut laisser paraître, c'est un professionnel de premier ordre. Aujourd'hui encore, adultes comme enfants perdus dans leur vie viennent à lui en espérant trouver le livre salvateur. 
Une histoire passionnante centrée sur la littérature et Mikoshiba, le sommelier du livre pour enfants.
( Synopsis au dos du volume 1 en version française )

## Personnages

### Mikoshiba Takao
Il est le bibliothécaire de La rose trémière. D'un caractère plutôt désagréable et à cheval sur ses principes, Mikoshiba trouve pourtant du succès auprès des enfants, notamment à cause de sa coupe champignon.

### Kanda Mizuho
Bibliothécaire à la Rose Trémière

### Isaki
à la base, il est un libraire entêté cherchant à nuire à la rose trémière puis publie des livres d'images dont "le champignon cruel"

## Liste des volumes
| no | Japonais          | Japonais          | Français          | Français          |
| no | Date de sortie    | ISBN              | Date de sortie    | ISBN              |
| --- | ----------------- | ----------------- | ----------------- | ----------------- |
| 1 | 9 août 2011       | 978-4-8322-3262-4 | 28 août 2014      | 979-10-91610-62-9 |
| Liste des chapitres : - Chapitre 1 : La montre musicale - Chapitre 2 : L'île au trésor - Chapitre 3 : Le prince heureux (première partie) - Chapitre 4 : Le prince heureux (seconde partie) - Chapitre 5 : Qui est le mauvais garçon ? (première partie) - Chapitre 6 : Qui est le mauvais garçon ? (seconde partie) - Chapitre 7 : Le groupe de jeunes détectives - Chapitre 8 : Lorsque la rose trémière fleurira (première partie) - Chapitre 9 : Lorsque la rose trémière fleurira (seconde partie) |                   |                   |                   |                   |
| 2 | 16 janvier 2012   | 978-4-8322-3281-5 | 28 août 2014      | 979-10-91610-63-6 |
| Liste des chapitres : - Chapitre 10 : Le bonheur de ma mère - Chapitre 11 : La librairie et la bibliothèque - Chapitre 12 : Tombe amoureuse, jeune femme - Chapitre 13 : La journée des adolescents - Chapitre 14 : Avec mon père - Chapitre 15 : Le coquillage de feu (première partie) - Chapitre 16 : Le coquillage de feu (seconde partie) - Chapitre 17 : Le premier pas - Chapitre 18 : Chant de Noël (première partie) |                   |                   |                   |                   |
| 3 | 16 juin 2012      | 978-4-8322-3302-7 | 4 décembre 2014   | 979-10-91610-81-0 |
| Liste des chapitres : - Chapitre 19 : Chant de Noël (seconde partie) - Chapitre 20 : Même en connaissant l'alphabet (première partie) - Chapitre 21 : Même en connaissant l'alphabet (seconde partie) - Chapitre 22 : Même en connaissant l'alphabet (troisième partie) - Chapitre 23 : Hansel et Gretel (première partie) - Chapitre 24 : Hansel et Gretel (seconde partie) - Chapitre 25 : La première page de l'adolescence (première partie) - Chapitre 26 : La première page de l'adolescence (seconde partie) - Chapitre 27 : Pour devenir compétente (première partie) |                   |                   |                   |                   |
| 4 | 14 décembre 2012  | 978-4-8322-3334-8 | 19 mars 2015      | 979-10-91610-82-7 |
| Liste des chapitres : - Chapitre 28 : Pour devenir compétente (seconde partie) - Chapitre 29 : La petite sirène - Chapitre 30 : La lettre tant attendue - Chapitre 31 : Lorsque je deviendrai adulte (première partie) - Chapitre 32 : Lorsque je deviendrai adulte (seconde partie) - Chapitre 33 : Lorsque je deviendrai adulte (troisième partie) - Chapitre 34 : Lorsque je deviendrai adulte (quatrième partie) - Chapitre 35 : Lorsque je deviendrai adulte (cinquième partie) - Chapitre 36 : Je suis votre aînée |                   |                   |                   |                   |
| 5 | 16 avril 2013     | 978-4-8322-3347-8 | 27 août 2015      | 979-10-91610-83-4 |
| Liste des chapitres : - Chapitre 37 : Les aventures de Risa (première partie) - Chapitre 38 : Les aventures de Risa (deuxième partie) - Chapitre 39 : L'esprit du livre - Chapitre 40 : Marchons en regardant les cieux (première partie) - Chapitre 41 : Marchons en regardant les cieux (deuxième partie) - Chapitre 42 : Marchons en regardant les cieux (troisième partie) - Chapitre 43 : Song for the Close of School (première partie) - Chapitre 44 : Song for the Close of School (deuxième partie) |                   |                   |                   |                   |
| 6 | 17 août 2013      | 978-4-8322-3365-2 | 10 décembre 2015  | 978-23-72870-64-1 |
| 7 | 16 décembre 2013  | 978-4-8322-3384-3 | 17 mars 2016      | 978-23-72870-87-0 |
| 8 | 16 mai 2014       | 978-4-8322-3402-4 | 9 juin 2016       | 978-23-72870-88-7 |
| 9 | 15 novembre 2014  | 978-4-8322-3425-3 | 22 septembre 2016 | 978-23-72870-89-4 |
| Liste des chapitres : - Chapitre 69 : La méthode pour voler dans les cieux (première partie) - Chapitre 70 : La méthode pour voler dans les cieux (deuxième partie) - Chapitre 71 : En tant que spécialiste (première partie) - Chapitre 72 : En tant que spécialiste (deuxième partie) - Chapitre 73 : En tant que spécialiste (troisième partie) - Chapitre 74 : En tant que spécialiste (quatrième partie) - Chapitre 75 : Des amis bien joviaux (première partie) - Chapitre 76 : Des amis bien joviaux (deuxième partie) |                   |                   |                   |                   |
| La mère de Chris, Emma, a du mal à se faire à la vie au Japon car elle ne parle pas la langue. Elle est d'autant plus isolée que sa fille commence à s'habituer et parle de plus en plus japonais, notamment avec son père. Pendant ce temps, Shota propose Peter Pan comme pièce de théâtre pour le spectacle d'adieu des CM2. Lui, ses amis et Mana se rendent donc à la Rose trémière pour lire le script de la pièce mais découvrent que l'histoire du roman n'est pas exactement similaire à celle-ci. Takehana accompagne sa supérieure, Yaegana, à la Rose trémière. Celle-ci posant quelques questions sur la bibliothèque et son fonctionnement finit par demander si un poste est ouvert pour rejoindre leurs rangs, prétextant qu'elle hésite à reconduire son CDD à la bibliothèque municipale. Après investigation dans cette bibliothèque, Mme Aoi et Mikoshiba découvrent qu'en fait Yaegana faisait des recherches pour son supérieur, M. Hayashi, qui est assez mal vu dans l'organisation malgré ses compétences et sa passion du métier. Lors de cette rencontre, Mikoshiba semble encore se questionner quant à son activité à la Rose trémière. Deux amis de M. Miyamoto rendent visite à ce dernier à la bibliothèque, le mettant mal à l'aise et le poussant à s'énerver devant tout le monde. Kaneko suit ses deux amis dans un café pour leur tirer les vers du nez et ceux ci réalisent à quel point ils ne se comportent pas bien avec lui. Alors qu'ils l'appellent pour se faire pardonner, Miyamoto leur donne un devoir: lire Le Vent dans les saules (roman). |                   |                   |                   |                   |
| 10 | 16 avril 2015     | 978-4-8322-3448-2 | 1er décembre 2016 | 978-23-72870-90-0 |
| Liste des chapitres : - Chapitre 77 : Des amis bien joviaux (troisième partie) - Chapitre 78 : Le temps d'une aventure (première partie) - Chapitre 79 : Le temps d'une aventure (deuxième partie) - Chapitre 80 : Le temps d'une aventure (troisième partie) - Chapitre 81 : Le temps d'une aventure (quatrième partie) - Chapitre 82 : Le renard et les raisins (première partie) - Chapitre 83 : Le renard et les raisins (deuxième partie) - Chapitre 84 : Le renard et les raisins (troisième partie) |                   |                   |                   |                   |
| 11 | 16 septembre 2015 | 978-4-8322-3467-3 | 22 juin 2017      | 9782372872737     |
| 12 | 16 février 2016   | 978-4-8322-3489-5 | 27 juin 2017      | 9782372872386     |
| 13 | 15 juillet 2016   | 978-4-8322-3508-3 | 14 septembre 2017 | 9782372872393     |
| 14 | 16 novembre 2016  | 978-4-8322-3524-3 | 7 décembre 2017   | 9782372872737     |
| 15 |                   |                   | 13 septembre 2018 | 9782372873017     |